# Casa Pla i Deniel
La Casa Pla i Deniel és una casa aïllada situada en el nucli urbà del municipi de Caldes de Malavella (Selva) inclosa en l'Inventari del Patrimoni Arquitectònic de Catalunya. Està situada al costat de la Casa-jardí Pla i Deniel.

## Descripció
És una casa de planta quadrada, planta baixa i dos pisos amb terrat (on s'hi ha suprimit una antiga balaustrada), manté un ritme simètric a totes les façanes. Façana principal amb porta flanquejada per pilastres semi- circulars amb capitell corinti que aguanten unes ménsules que sostenen la llosana de pedra artificial del balcó central. Les obertures, totes en arc pla, estan decorades amb pilastres jòniques amb estries i un guardepols amb decoracions florals i antefixes. La planta baixa està separada del primer pis per una cornisa enmotllorada en cavet a l'altura del forjat. Jardí molt gran a l'angle N- E (respecte a la situació de la casa). A la part N-O del jardí hi ha una glorieta construïda al s.XX, de secció rectangular amb els angles reculats i estructura de ferro, les parets han estat tancades amb bruc, formant arcs de mig punt, i amb coberta a quatre vessants de teula plana. També destaca una font amb barana de ferro forjat amb escuts i flors. A finals del segle xix Narcís Pla i Deniel va fer construir aquest edifici que donà, a la seva mort, a les Carmelites de la Caritat-Vedruna, congregació fundada per Joaquima Vedruna l'any 1826 a Vic.